# D-Generation X: In Your House
D-Generation X: In Your House è stato un evento prodotto dalla World Wrestling Federation. L'evento si svolse il 7 dicembre 1997 al Springfield Civic Center di Springfield.

## Risultati
| # | Risultati | Stipulazioni                                                           | Durata |
| - | --- | ---------------------------------------------------------------------- | ------ |
| 1 | Taka Michinoku ha sconfitto Brian Christopher | Single match per decretare il primo WWF Light Heavyweight Championship | 12:00  |
| 2 | Los Boriquas (Miguel Pérez, Jr., Jesus Castillo e Jose Estrada) (con Savio Vega) hanno sconfitto The Disciples of Apocalypse (Chainz, Skull] e 8-Ball) | Six-man tag team match                                                 | 07:58  |
| 3 | Butterbean ha sconfitto Marc Mero per squalifica | "Toughman match"                                                       | 10:20  |
| 4 | The New Age Outlaws (Billy Gunn e Road Dogg) (c) hanno sconfitto The Legion of Doom (Hawk e Animal) per squalifica                                     | Tag team match per i WWF Tag Team Championship                         | 10:32  |
| 5 | Triple H (con Chyna) ha sconfitto Sgt. Slaughter | Boot Camp match                                                        | 12:39  |
| 6 | Jeff Jarrett ha sconfitto The Undertaker per squalifica                                                                                                | Single match                                                           | 08:40  |
| 7 | Steve Austin (c) ha sconfitto Rocky Maivia (con D'Lo Brown, Faarooq e Kama Mustafa                                                                     | Single match per il WWF Intercontinental Championship                  | 05:28  |
| 8 | Ken Shamrock ha sconfitto Shawn Michaels (c) (con Chyna e Triple H) per squalifica                                                                     | Single match per il WWF Championship                                   | 18:27  |